# TARZAN
『TARZAN』（ターザン）は、吉川晃司16枚目のスタジオ・アルバム。2007年4月11日に徳間ジャパンコミュニケーションズよりリリースされた。

## 解説
前作『Jellyfish & Chips』から4年ぶりとなる作品で、徳間ジャパンコミュニケーションズから発売された最後のアルバム。
本作の特徴は、全曲キーボードとコンピュータープログラミングのクレジット表記が無い。また吉川自身もボーカルとギターのみとなっている。

## リリース履歴
| No. | 日付          | レーベル                                       | 規格                          | 規格品番              | 最高順位 | 備考                |
| --- | ------------- | ---------------------------------------------- | ----------------------------- | --------------------- | -------- | ------------------- |
| 1   | 2007年4月11日 | 徳間ジャパンコミュニケーションズ／JAPAN RECORD | CD+DVD（初回盤） CD（通常盤） | TKCA-73160 TKCA-73165 | 12位     |                     |
| 2   | 2014年5月14日 | ワーナーミュージック・ジャパン                 | SHM-CD                        | WPCL-11819            | -        | 24bitリマスタリング |

## 収録曲
| 全編曲: 吉川晃司 & 菅原弘明。 |                              |                |                     |       |
| #                             | タイトル                     | 作詞           | 作曲                | 時間  |
| 1.                            | 「TARZAN」                   | 吉川晃司 & jam | 吉川晃司            | 4:52  |
| 2.                            | 「プレデター」               | jam            | 吉川晃司            | 4:41  |
| 3.                            | 「ベイビージェーン」         | 松井五郎       | 吉川晃司            | 4:31  |
| 4.                            | 「Honey Dripper」            | jam            | 吉川晃司            | 4:11  |
| 5.                            | 「MODERN VISION 2007」       | 吉川晃司       | 吉川晃司            | 6:09  |
| 6.                            | 「Love Flower」              | jam & 吉川晃司 | 吉川晃司            | 5:37  |
| 7.                            | 「ジャスミン」               | jam & 吉川晃司 | 吉川晃司            | 4:28  |
| 8.                            | 「サバンナの夜 -ALBUM MIX-」 | 吉川晃司       | 吉川晃司            | 4:44  |
| 9.                            | 「Banana Moonlight」         | 吉川晃司       | 吉川晃司 & 菅原弘明 | 4:27  |
| 10.                           | 「ONE WORLD -ALBUM MIX-」    | 吉川晃司       | 吉川晃司            | 4:38  |
| 11.                           | 「ムサシ」                   | 吉川晃司       | 吉川晃司 & 菅原弘明 | 4:22  |
| 12.                           | 「Juicy Jungle -ALBUM MIX-」 | 吉川晃司 & jam | 吉川晃司            | 4:59  |
| 合計時間:                     | 合計時間:                    | 合計時間:      | 合計時間:           | 57:39 |

| #  | タイトル                  | 作詞 | 作曲・編曲 |
| -- | ------------------------- | ---- | ---------- |
| 1. | 「ベイビージェーン -PV-」 |      |            |
| 2. | 「ジャスミン -PV-」       |      |            |

## 参加ミュージシャン
- 吉川晃司 - ボーカル、ギター
- 坂東慧 - ドラム（1,5,9）
- 酒井麿 - ドラムス (2)
- 村上“ポンタ”秀一 - ドラム (3,10)
- 菊地英二 - ドラム (4)
- そうる透 - ドラム (6,11)
- 江口信夫 - ドラム (7,12)
- 青山純 - ドラム (8)
- 菅原弘明 - ベース (1)、コーラス (1)
- NATCHIN - ベース (2)
- 美久月千晴 - ベース (3,8,12)
- 松井恒松 - ベース (4)
- 小池ヒロミチ - ベース (5,7,9)
- 種子田たけし - ベース (6,11)
- 井上富雄 - ベース (10)
- 弥吉淳二 - ギターソロ (4)
- 菊地英昭 - ギターソロ (5)
- ホッピー神山 - ピアノ（10）
- 斎藤ネコ - ストリングスアレンジメント (10)
- グレート柴田ストリングス - ストリングス (10)
- jam - コーラス (9,12)
- 瀧川一郎 - コーラス (12)